# Snodgrassella alvi
Snodgrassella alvi — вид протеобактерій родини Neisseriaceae. Бактерія є частиною здорової мікрофлори кишківника медоносної бджоли (Apis mellifera) та деяких видів джмелів. Разом з Gilliamella apicola є домінуючими бактеріями у кишківнику бджіл, становлячи майже 40 % тамтешньої мікрофлори. Згідно з дослідженням, яке опубліковане у вересні 2018 року, на Snodgrassella alvi негативно впливає гліфосат, який використовується у сільському господарстві як стимулятор росту рослин. В результаті його дії спостерігалося ослаблення стійкості бджіл до шкідливих бактерій і подальше ослаблення тварин. Припускається, що вплив гліфосату на мікрофлору кишківника може бути однією з причин зменшення чисельності бджіл (іншою причиною вважають інвазію кліща вароа).

## Назва
Рід Snodgrassella названо на честь ентомолога Роберта Еванса Снодграсса, що вивчав фізіологію комах і досліджував Apis mellifera. Видова назва S. alvi відноситься до латинської назви бджіл.

## Опис
Клітини невеликі, паличкоподібні, завдовжки 1 мкм, діаметром 0,4 мкм, нерухомі, грам-негативні. Утворює колонії з іншими бактеріями в затоках кишкової стінки бджолиного кишечника. У культурі добре росте на різноманітних поживних середовищах (кров'яному, казеїновому, екстракті серця), утворюючи за два дні після посіву гладкі, білі та круглі колонії діаметром до 1 мм.